# Dettingen an der Erms
Dettingen an der Erms ist eine Gemeinde rund zwölf Kilometer nordöstlich von Reutlingen in Baden-Württemberg. Sie gehört zur Region Neckar-Alb und zur Randzone der europäischen Metropolregion Stuttgart. Dettingen ist mit seiner gesamten Gemarkung Teil des Biosphärengebiets Schwäbische Alb und des UNESCO Geoparks Schwäbische Alb.

## Geographie

Dettingen an der Erms (2019)

### Geographische Lage
Die Gemarkung liegt im oberen Ermstal zwischen den Städten Metzingen und Bad Urach am Fuße der mittleren Schwäbischen Alb, der hier die Gemeindegrenze bildet, auf einer Höhe von 372 m ü. NN (Erms an der Gemarkungsgrenze zu Neuhausen an der Erms) bis 790 m ü. NN am Rossberg. Südlich von Dettingen befindet sich der Vulkanschlot Calverbühl, der sich durch seinen Reichtum an vulkanischen Lapilli auszeichnet.

### Nachbargemeinden
Folgende Städte und Gemeinden grenzen an die Gemeinde Dettingen, sie werden im Uhrzeigersinn beginnend im Norden genannt und gehören zu den Landkreisen Reutlingen oder Esslingen¹:
Neuffen¹, Hülben, Bad Urach, St. Johann und Metzingen.

### Gemeindegliederung
Zur Gemeinde Dettingen an der Erms gehören das Dorf Dettingen an der Erms, die Siedlung Buchhalde und die Häusergruppe Papierfabrik.
Im Gemeindegebiet liegt die erstmals 1360 als Schneggenhofen erwähnte und bis ins 15. Jahrhundert bewohnte, wüstgefallene Ortschaft Schneckenhofen.

### Schutzgebiete
In Dettingen gibt es zwei Naturschutzgebiete. Das Natur- und Landschaftsschutzgebiet Goldland-Klausenberg liegt an der nördlichen Gemeindegrenze, das Naturschutzgebiet Rutschen liegt im Süden und setzt sich auf Bad Uracher Gebiet fort. Zudem hat Dettingen Anteile am Landschaftsschutzgebiet Reutlinger und Uracher Alb. Darüber hinaus hat Hülben Anteile an den beiden FFH-Gebieten Uracher Talspinne und Alb zwischen Jusi und Teck sowie am Vogelschutzgebiet Mittlere Schwäbische Alb. Dettingen gehört vollständig zum Biosphärengebiet Schwäbische Alb, eine Kernzone wurde am Roßberg im Süden der Gemeinde ausgewiesen.

## Geschichte

### Vorgeschichte und Antike
Der klimatisch begünstigte Raum war bereits in vorgeschichtlicher und antiker Zeit besiedelt. Südwestlich des Calverbühls (in der Quelle Karpfenbühl genannt) wurden Scherben gefunden, welche auf eine Siedlung in der Hallstattzeit hinweisen. Um 85 n. Chr. kam das Gebiet unter direkte Herrschaft des Römischen Reiches (Provinz Germania superior). Nach dem Rückzug der römischen Herrschaft im dritten Jahrhundert etablierten sich germanische Stämme (Alemannen), doch fehlen frühalamannische Funde aus Dettingen, wie sie weiter unten am Ermstal (Großbettlingen) und talaufwärts auf dem Runden Berg vorhanden sind. Erst ab der Merowingerzeit ist anhand von fünf Reihengräberfeldern im Süden, Norden und Westen des Ortes eine Besiedlung nachweisbar. Vermutlich gewann in nachrömischer Zeit der Albaufstieg erst im 6. Jahrhundert an Bedeutung.

### Mittelalter und frühe Neuzeit
Die älteste bekannte Nennung des Ortsnamens findet sich im Bempflinger Vertrag von 1089 (Tetingin). Die Vorfahren der Grafen von Achalm und Urach,  aus welchem das Haus Fürstenberg hervorging, hatten ihren Hauptsitz zu Beginn des 11. Jahrhunderts in Dettingen. Die Stiftskirche in Dettingen war in dieser Zeit die Grablege der Achalmgrafen. Nach Gründung des Klosters Zwiefalten wurden ihre Gebeine dorthin verlegt. 1265 kamen Grundherrschaft und eine Hälfte der Vogtei (Oberhoheit) zusammen mit der Grafschaft Urach an die Grafschaft Württemberg. Die andere Vogteihälfte kaufte Württemberg 1630 von den Herren von Spät. Seither bis 1945 gehörte Dettingen stets zu Württemberg. Dort gehörte Dettingen zum Amt Urach und bildete vom Ende des 15. Jahrhunderts bis 1738 mit Hülben und Glems das Unteramt Dettingen, dessen Rat und Gericht aus jeweils zwölf Dettinger Männern bestand.
Im Mittelalter bestand außerhalb des Dorfes die Siedlung Schneckenhofen (1360 Schneggenhofen), die später abging. Zur Pfarrei Dettingen zählten auch Neuhausen, Glems, Güterstein, Hohenurach und Hülben. Die Pfarrkirche war sehr reich dotiert, Pankratius und Hippolyt von Rom geweiht und von 1482 bis 1516 ein Stift der Brüder vom gemeinsamen Leben. 1534 wurde die Reformation eingeführt.
Während des Dreißigjährigen Kriegs gehörte Dettingen von 1637 bis 1648 – mit Unterbrechungen – zur „Pfandschaft Achalm“, war damit vorderösterreichisch und wurde von Innsbruck aus regiert.

### Von der Königszeit bis zur Gegenwart
Dettingen blieb bei der Umsetzung der neuen Verwaltungsgliederung im 1806 gegründeten Königreich Württemberg weiterhin dem seit 1758 bestehenden Oberamt Urach zugeordnet.
Die Lage am Fluss und die 1873 eröffnete Ermstalbahn förderten eine frühzeitige Industrialisierung. Die Eisenbahn war zunächst eine Privatbahn, 1904 wurde sie von den Württembergischen Staatseisenbahnen übernommen. Die Papierfabrik zum Bruderhaus südlich des Ortes wurde 1860 gegründet. Weitere Industrieansiedlungen folgten, damit einher ging eine stetige Ausweitung der Wohngebiete.
Mit der Auflösung des Oberamts Urach während der NS-Zeit in Württemberg wurde Dettingen 1938 Teil des Landkreises Reutlingen. Von 1945 bis zur Gründung der Bundesrepublik Deutschland 1949 war der Ort Teil der Französischen Besatzungszone. 1947 wurde Dettingen Teil des Landes Württemberg-Hohenzollern, welches 1952 im Bundesland Baden-Württemberg aufging.
Außerhalb des Ortes am Talhang wurde 1961 die Siedlung Buchhalde gegründet.
1990 wurde die in den südlichen Talhang gebaute Umgehungsstraße der B 28 eröffnet.

### Gemarkung
Die Dettinger Markung erstreckt sich quer durch das Ermstal und umfasst 1582 Hektar. Von Ein- und Umgemeindungen ist nichts zu berichten, auch die Gemeindereform der 1970er Jahre brachte keine Änderungen. Dettingen gehört keiner Vereinbarten Verwaltungsgemeinschaft und keinem Gemeindeverwaltungsverband an.

### Einwohnerzahlen
Im Jahre 1871 betrug die Einwohnerzahl 2.850 und 1910 waren es 3.870. 1950 gab es 4.770 Einwohner, 1975 betrug die Zahl 7.640 und 1990 8.940 Einwohner. Zwischen 1871 und 1975 stieg somit die Einwohnerzahl um 168 %. Danach verlangsamte sich die Entwicklung. 1991 wurde die 9000 überschritten. Zum 30. Juni 2010 wohnten gemäß dem Statistischen Landesamt 9.333 Personen im Ort. Ende 2022 näherte sich die Bevölkerungszahl mit 9977 der 10.000er-Grenze.

## Religionen

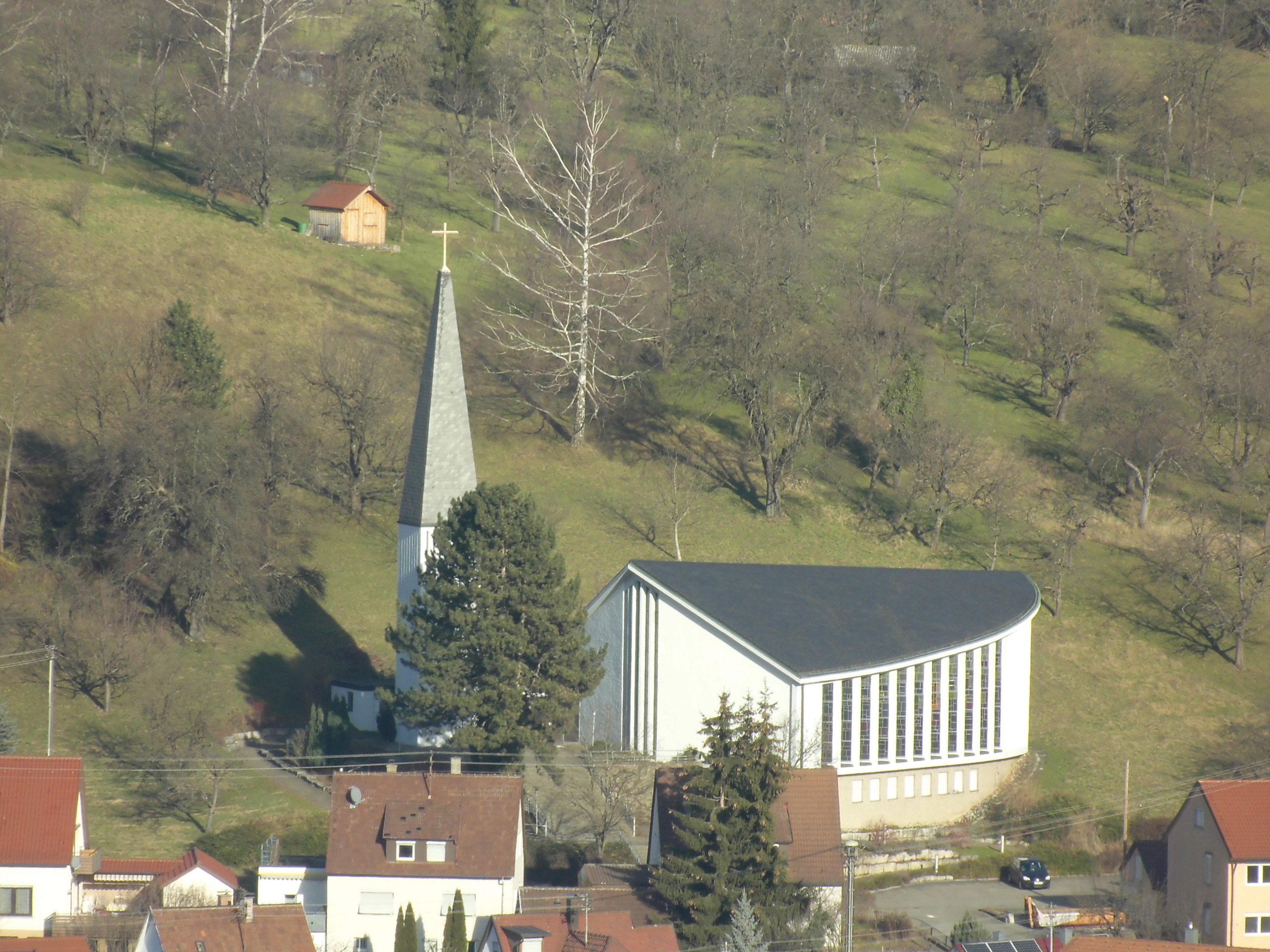
Katholische Kirche Maria zum guten Stein

Eine Kirche ist für Dettingen bereits seit dem 11. Jahrhundert bekannt. Wie in ganz Württemberg wurde auch in Dettingen 1534 die Reformation eingeführt, sodass die Gemeinde evangelisch-lutherisch wurde. Die heutige evangelische Kirchengemeinde Dettingen an der Erms umfasst die Gemeinde Dettingen an der Erms und den Stadtteil Kappishäusern der Stadt Neuffen (Landkreis Esslingen) im Kirchenbezirk Bad Urach-Münsingen der Evangelischen Landeskirche in Württemberg.
Für die nach dem Zweiten Weltkrieg gestiegene Anzahl römisch-katholischer Gläubiger wurde inzwischen ebenfalls eine Gemeinde gegründet. Außerdem ist auch die Neuapostolische Kirche im Ort vertreten. Die ansässige Evangelische Bruderschaft Kecharismai e. V., auch als „Blumenbrüder“ bekannt, betreibt in Dettingen einen Gartenbaubetrieb, zwei Gartenanlagen und ein Altenwohnheim.
Unter dem Dachverband DİTİB betreibt der Türkisch Islamische Kultur Verein e. V. die Mevlana-Moschee.

## Politik

### Gemeinderat
Der Gemeinderat in Dettingen besteht aus den 18 gewählten ehrenamtlichen Gemeinderäten und dem Bürgermeister als Vorsitzendem. Der Bürgermeister ist im Gemeinderat stimmberechtigt.
Die Kommunalwahl am 9. Juni 2024 führte zu folgendem Endergebnis. 
| Parteien und Wählergemeinschaften | Parteien und Wählergemeinschaften           | % 2024  | Sitze 2024 | % 2019 | Sitze 2019 | Kommunalwahl 2024 %50403020100 44,82 %23,27 %30,82 %1,10 % FWCDUULTSGewinne und Verlusteim Vergleich zu 2019 %p 4 2 0 −2 −4−3,18 %p−1,03 %p+3,12 %p+1,10 %pFWCDUULTS |
| FW                                | Freie Wählervereinigung                     | 44,82   | 8          | 48,0   | 9          | Kommunalwahl 2024 %50403020100 44,82 %23,27 %30,82 %1,10 % FWCDUULTSGewinne und Verlusteim Vergleich zu 2019 %p 4 2 0 −2 −4−3,18 %p−1,03 %p+3,12 %p+1,10 %pFWCDUULTS |
| CDU                               | Christlich Demokratische Union Deutschlands | 23,27   | 4          | 24,3   | 4          | Kommunalwahl 2024 %50403020100 44,82 %23,27 %30,82 %1,10 % FWCDUULTSGewinne und Verlusteim Vergleich zu 2019 %p 4 2 0 −2 −4−3,18 %p−1,03 %p+3,12 %p+1,10 %pFWCDUULTS |
| UL                                | Unabhängige Liste                           | 30,82   | 6          | 27,7   | 5          | Kommunalwahl 2024 %50403020100 44,82 %23,27 %30,82 %1,10 % FWCDUULTSGewinne und Verlusteim Vergleich zu 2019 %p 4 2 0 −2 −4−3,18 %p−1,03 %p+3,12 %p+1,10 %pFWCDUULTS |
| TS                                | Tayfun Sevgili                              | 1,10    | 0          | –      | –          | Kommunalwahl 2024 %50403020100 44,82 %23,27 %30,82 %1,10 % FWCDUULTSGewinne und Verlusteim Vergleich zu 2019 %p 4 2 0 −2 −4−3,18 %p−1,03 %p+3,12 %p+1,10 %pFWCDUULTS |
| gesamt                            | gesamt                                      | 100,0   | 18         | 100,0  | 18         | Kommunalwahl 2024 %50403020100 44,82 %23,27 %30,82 %1,10 % FWCDUULTSGewinne und Verlusteim Vergleich zu 2019 %p 4 2 0 −2 −4−3,18 %p−1,03 %p+3,12 %p+1,10 %pFWCDUULTS |
| Wahlbeteiligung                   | Wahlbeteiligung                             | 59,15 % | 59,15 %    | 58,3 % | 58,3 %     | Kommunalwahl 2024 %50403020100 44,82 %23,27 %30,82 %1,10 % FWCDUULTSGewinne und Verlusteim Vergleich zu 2019 %p 4 2 0 −2 −4−3,18 %p−1,03 %p+3,12 %p+1,10 %pFWCDUULTS |

### Bürgermeister
Am 4. März 2018 wurde Michael Hillert mit über 92 % für eine dritte Amtszeit als Bürgermeister wiedergewählt.

### Wappen
| Wappen der Gemeinde Dettingen an der Erms | Blasonierung: „In Rot ein pfahlweis gestellter goldener (gelber) Doppelhaken (Z mit spitzen Enden), begleitet oben links und unten rechts von je einem sechsstrahligen goldenen (gelben) Stern.“ |
| Wappen der Gemeinde Dettingen an der Erms | Wappenbegründung: Im Jahre 1930 enthielt das Schultheißenamtssiegel eine Abbildung des Baumeisterschildes des Peter von Koblenz, wie er im Netzgewölbe der Pankratiuskapelle der evangelischen Pfarrkirche in Dettingen an der Erms dargestellt ist. Dieser Meisterschild des 15. Jahrhunderts, der eine Art von Antoniuskreuz mit gebogenen Armen, beheftet mit einem liegenden Doppelhaken, im Volksmund auch als „Wolfsangel“ bezeichnet, zeigt, wurde demnach zeitweilig für das Ortswappen gehalten. Nachdem das wirkliche Gemeindewappen, das einen Doppelhaken – vermutlich ein altes Fleckenzeichen – sowie zwei wohl als unterscheidende Beizeichen hinzugefügte Sterne enthält, in einem Siegelabdruck des 17. Jahrhunderts wiederentdeckt worden war, nahm die Gemeinde dieses wieder an. Das Innenministerium hat das Wappen und die Flagge am 7. März 1958 verliehen. |

## Kultur und Sehenswürdigkeiten
Dettingen an der Erms liegt an der Schwäbischen Dichterstraße, die an vielen Sehenswürdigkeiten vorbeiführt.

### Museen

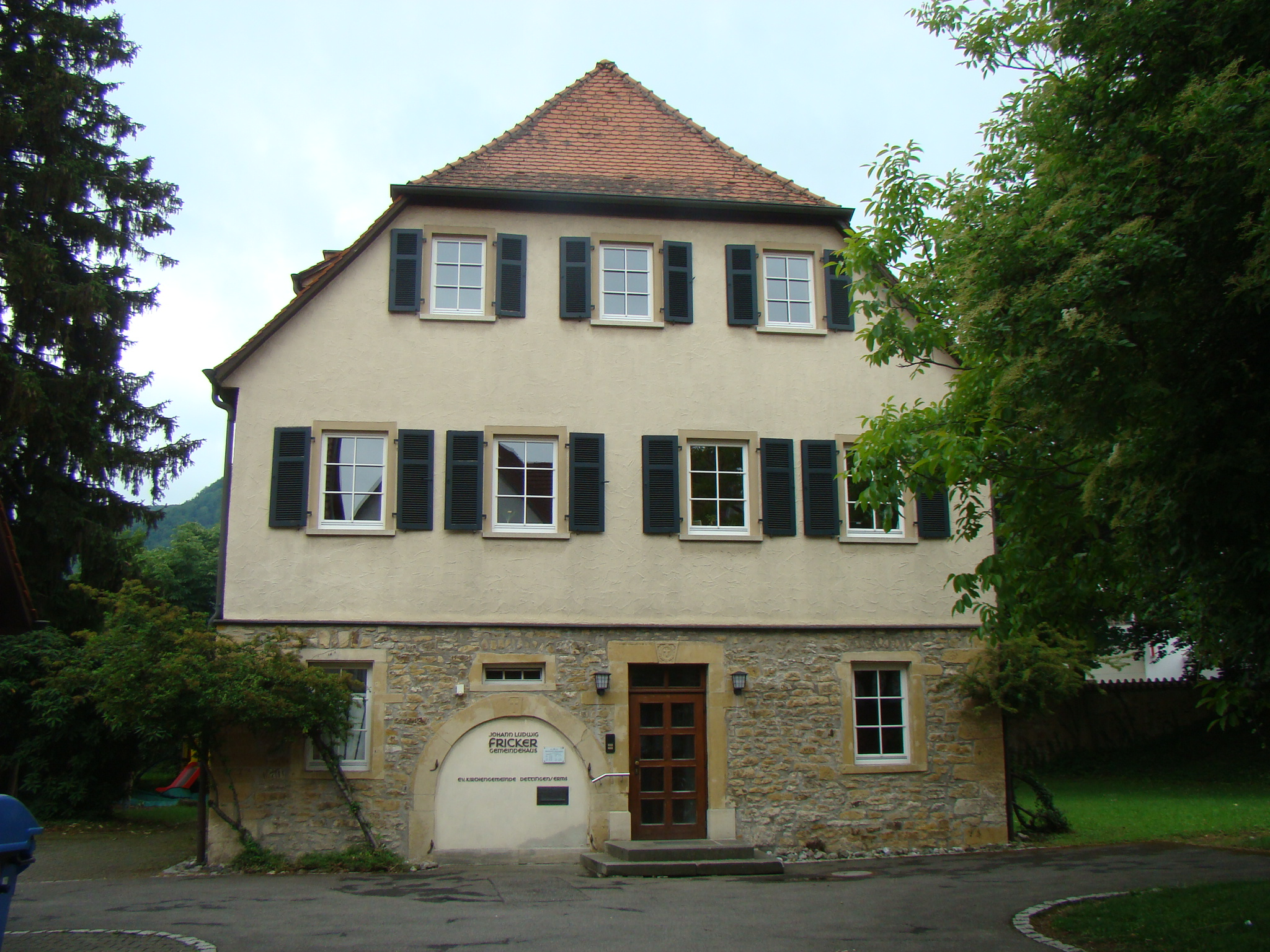
Johann-Ludwig-Fricker-Haus

- Heimatmuseum mit historischer Schmiede, Backhaus, Bauernstuben
- Das Johann-Ludwig-Fricker-Haus wurde 1796 anstelle des baufälligen Helferhauses errichtet, in dem Johann Ludwig Fricker von 1762 bis 1766 lebte. Vor ihm hatte schon Friedrich Christoph Steinhofer dort gelebt. Im heutigen Bau lebte von 1840 bis 1847 Wilhelm Zimmermann, der dort sein Hauptwerk, die Allgemeine Geschichte des Großen Bauernkriegs, verfasste und für den im Obergeschoss des heute als Gemeindehaus genutzten Gebäudes eine Gedenkstätte eingerichtet ist.

### Musik
- Gesangverein Liederkranz 1865 e. V.
- Harmonikaclub Dettingen, gegründet März 1931
- Musikverein „Ermstalmusikanten“, gegründet 23. November 1926
- VHS Orchester, gegründet 1960
- CVJM Posaunenchor

### Bauwerke

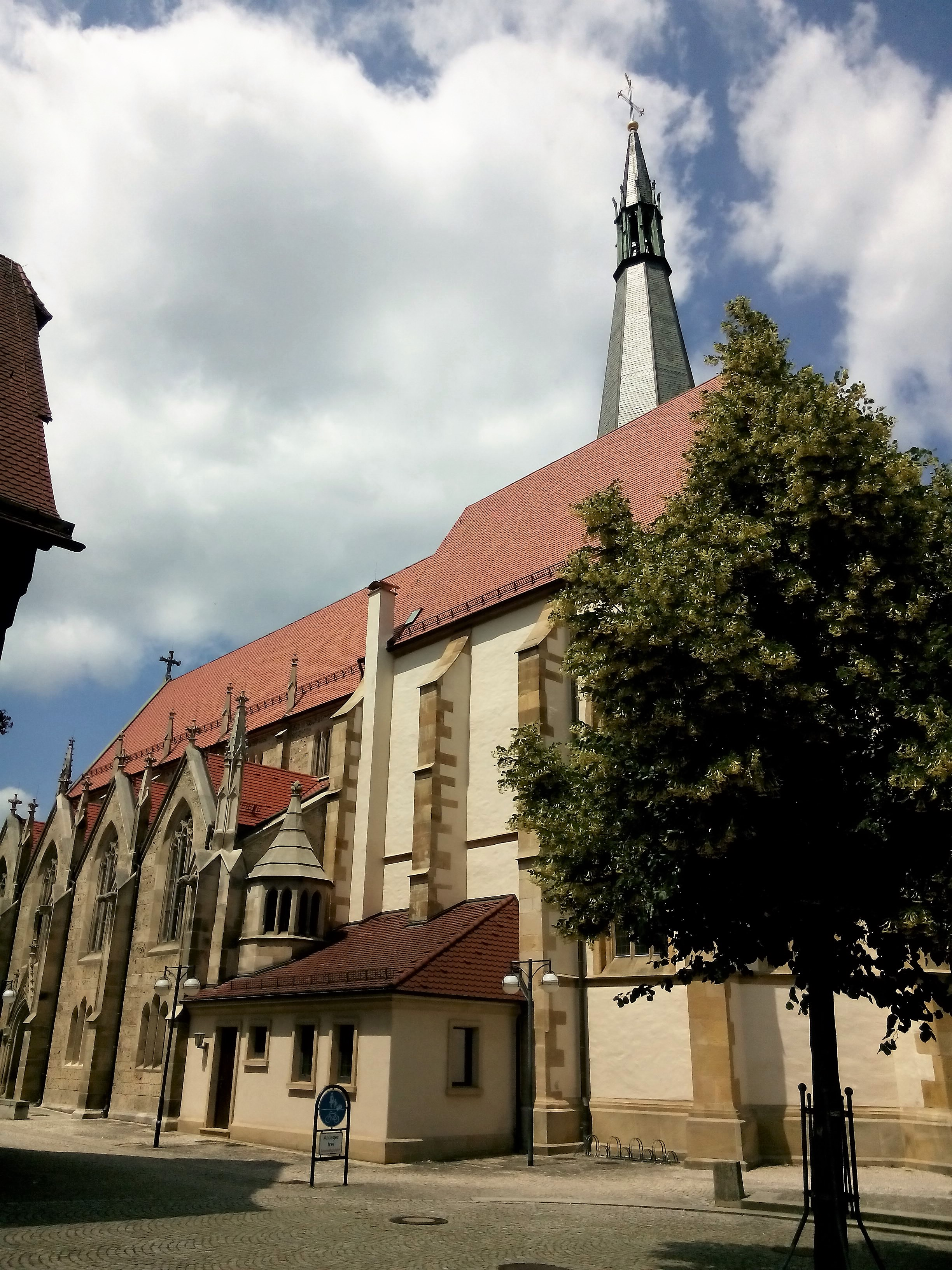
Evang. Stiftskirche Dettingen/Erms von Südost

- Die Evangelische Stiftskirche wird im Bempflinger Vertrag von 1089/90 erstmals erwähnt. Das heutige Kirchengebäude ist das Ergebnis von ungefähr eintausendjährigen Bautätigkeiten: Aus romanischer Zeit (zwischen 950 und 1100) ist der Turmstumpf erhalten. In der Gotik wurde er erhöht. Damals, zwischen 1483 und 1500, erbaute Peter von Koblenz im Auftrag von Graf Eberhard im Bart im Zusammenhang mit der Gründung des Stifts Dettingen[14] der Brüder vom gemeinsamen Leben auch den gotischen Chor und zwei Seitenkapellen. Die Nordkapelle besteht bis heute, während die Südkapelle mit dem Abbruch des kürzeren und schmaleren, aber baufälligen romanischen Langhauses (dreischiffige Pfeilerbasilika mit Rundbogenarkaden) und der Errichtung eines neugotischen Langhauses 1864–1866 durch Christian Friedrich von Leins abgerissen wurde.[15] Unter Architekt Manfred Wizgall wurde die Stiftskirche 1960 umfangreich renoviert. Dabei wurde der Forderung des Landesdenkmalamtes, nahezu die gesamte neugotische Ausstattung und Farbgebung zu ersetzen, vor allem aus Geldknappheit nur teilweise stattgegeben: Chorrestaurierung, Erneuerung der Chorfenster, neuer Altar und Taufstein sowie Malerarbeiten an Wänden und Gestühl wurden verwirklicht. „In den vergangenen […] Jahren wurde der Wert der Orgel, der Reste der Verglasungen des 19. Jahrhunderts, die zwischenzeitlich restauriert sind, sowie der sonstigen Bauteile des vorigen Jahrhunderts erkannt.“[16] Der gotische Chor von 1494 mit der verbliebenen nördlichen Pankratiuskapelle besticht durch die Geräumigkeit und durch die Kreuzrippen-Einwölbung mit kunstvoll gestalteten Schlusssteinen und der freigelegten, restaurierten und vorsichtig ergänzten gotischen Bemalung. Von der neugotischen Holzausstattung wurden 1960 insbesondere die Emporenbrüstung und die Kanzel am Chorbogen beibehalten. Der Kanzelkorb zeigt geschnitzte Halbreliefs von Johannes Brenz, Philipp Melanchthon, Martin Luther und Johannes Reuchlin. An den Portalen und an der Westseite sind noch Teile der neugotischen Glasmalerei erhalten, die von Gotthilf Wilhelm (1832–1882) stammen, einem der frühesten württembergischen Glasmaler der Neuzeit. Seine Dettinger Chorfenster (das mittlere mit dem Kreuzigungsmotiv „nach Dürer“) waren 1960 entfernt worden. Der Glaskünstler Adolf Valentin Saile schuf 1960 die drei neuen Chorfenster-Bleiverglasungen. Sie sind thematisch und farblich abgestimmt auf das Altar-Triptychon aus spätgotischen Tafelbildern von 1520–1530 (Geißelung, Kreuzigung, Dornenkrönung Christi) und auf die Gewölbemalerei. Eines der Frühwerke von Thierry Boissel, seit 1991 Leiter der Studien- und Experimentierwerkstatt für Glasmalerei, Licht und Mosaik an der Akademie der Bildenden Künste München,[17] ist das Fenster „Der brennende Dornbusch“ (nach Ex 3 LUT, 1986 geschaffen, 1989 eingebaut) in der damals neugebauten Sakristei. Über dem Altar der Nordkapelle erhebt sich eine Bronzeplastik von Karl Hemmeter in Kreuzform, über dem modernen Hauptaltar, oben am Chorbogen, erinnert ein Kruzifix aus dem 17. Jahrhundert an den Gekreuzigten als Mittelpunkt von Gottesdienst und Predigt.[18]
- Die evangelische Christuskirche wurde 1967 wegen des starken Wachstums der Gemeinde im Wohngebiet Buchhalde erbaut. Die 1997 verwirklichte großflächige Glasgestaltung zweier Seitenwände stammt von dem Waiblinger Künstler Albrecht Pfister.

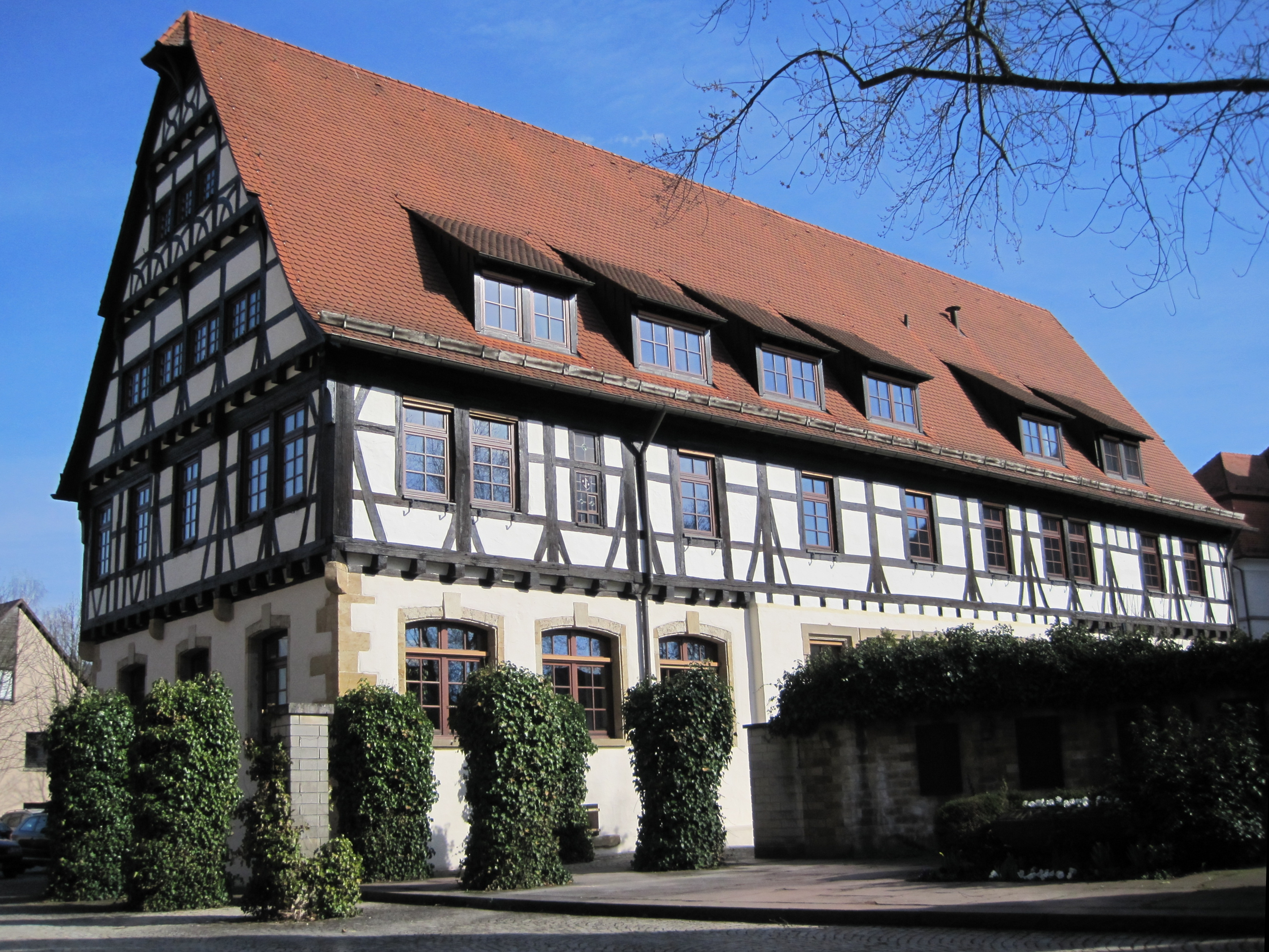
Das Dettinger Schlössle, heute Rathaus

- Rathaus Schlössle
- Zwiefalter Hof

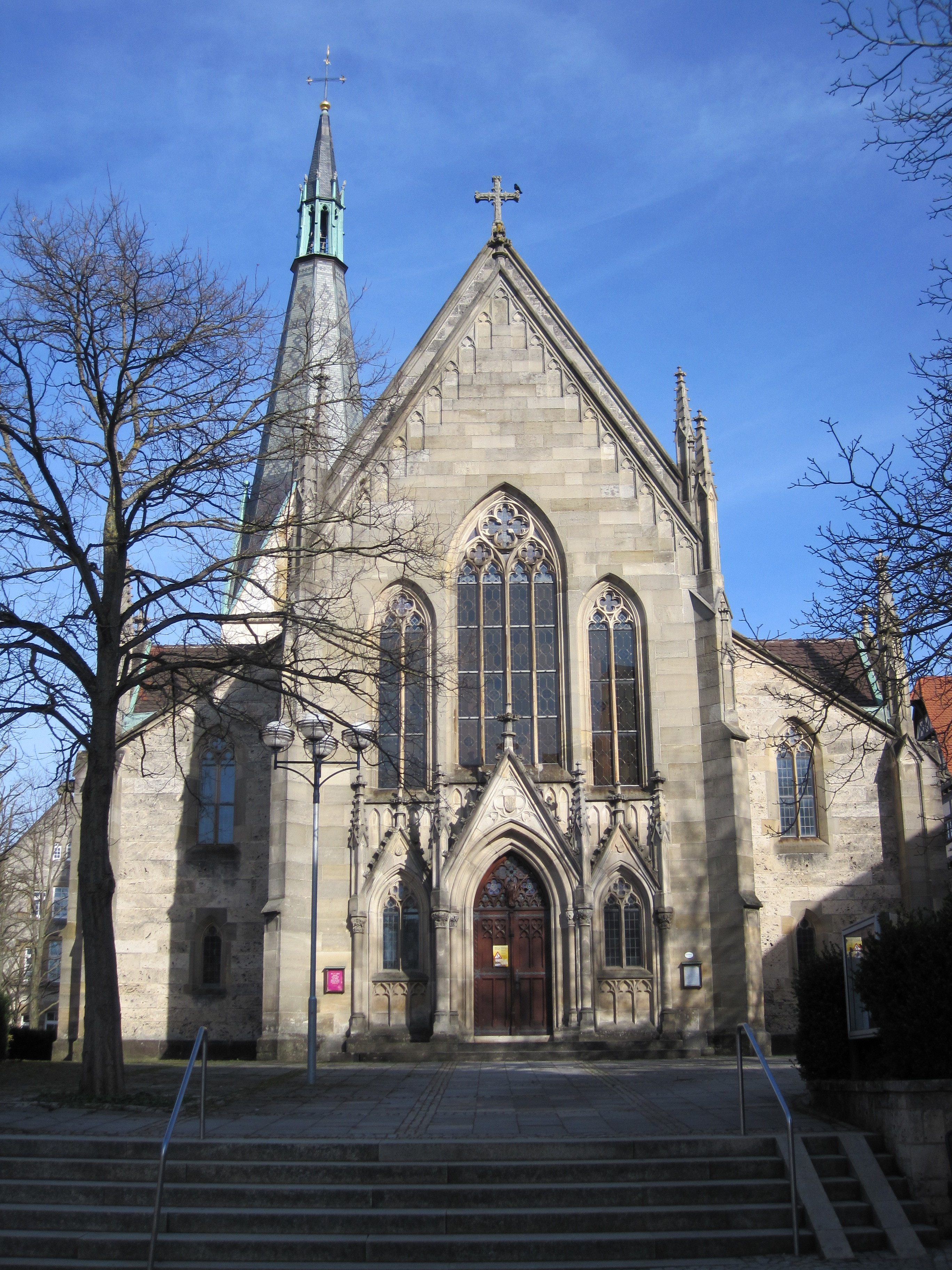
Eingangsportal der Stiftskirche
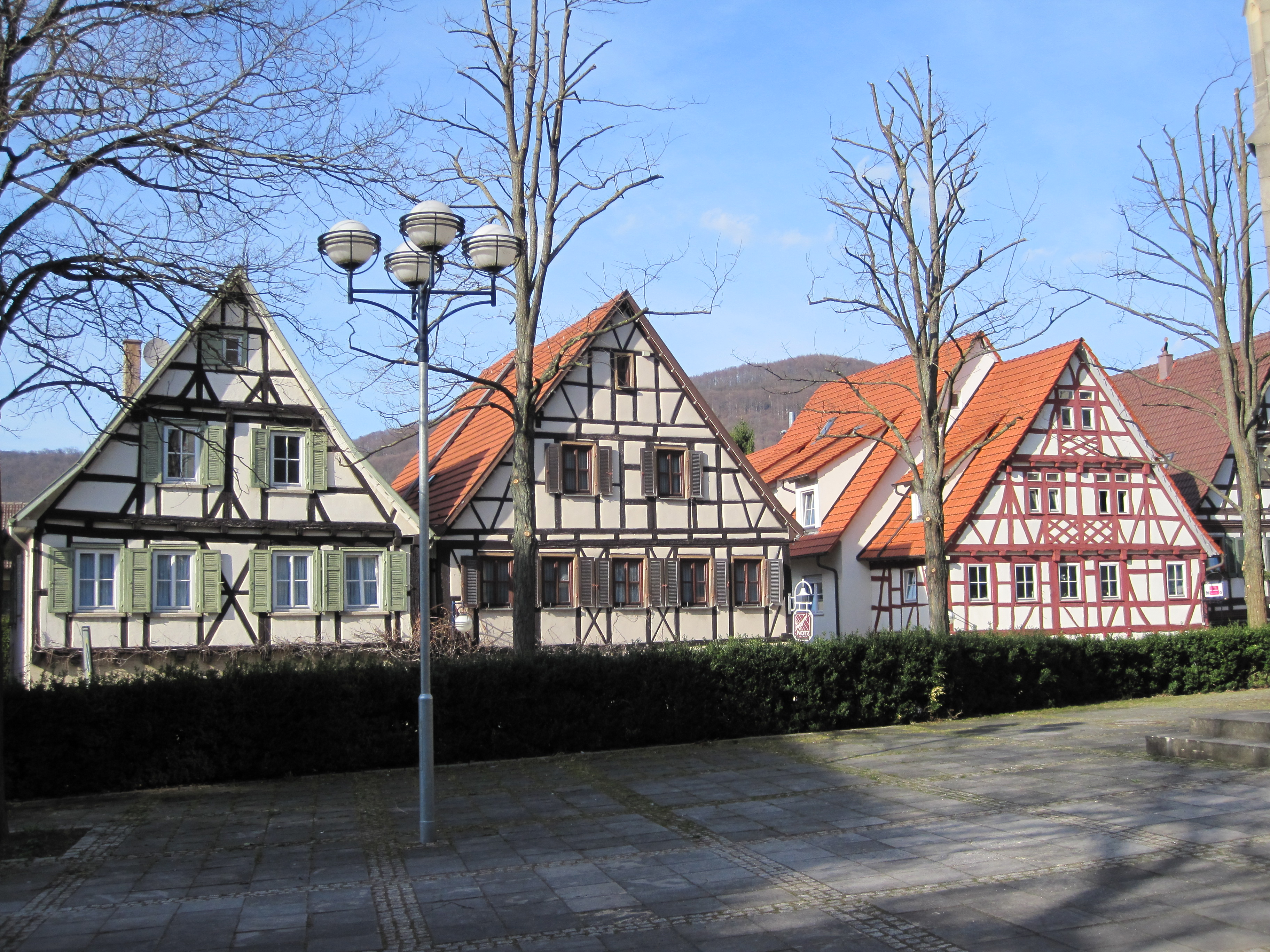
Fachwerkhäuserzeile

### Parks
- Kirschenweg
- Kirschenheimat
- Garten der Stille
- Skate Park
- Ziegenpfad rund um den Calverbühl

### Sport
- TSV Dettingen/Erms e. V., gegründet 1848
- Schachverein Dettingen Erms e. V., gegründet 1952
- Ermstal Türkspor Dettingen/Erms e. V., gegründet 1991
- Schützenverein Dettingen/Erms 1909 e. V.
- Ortsgruppe der Deutschen Lebens-Rettungs-Gesellschaft Landesverband Württemberg e. V.

### Regelmäßige Veranstaltungen
- Dettinger Kabarett-Tage im März
- „Dettinger Frühlingserwachen“ im April
- Dettinger Kirschenfest
- „Dettinger Backhaushockete“ (alle zwei Jahre)
- Dettinger Kunsthandwerkermarkt, immer am 1. Wochenende im Oktober
- Dettinger Weihnachtsmarkt, immer am 1. Adventswochenende
- Jahrmarkt: immer am 1. Donnerstag im Juni und am letzten Donnerstag im August

## Wirtschaft und Infrastruktur

### Ansässige Unternehmen
In Dettingen gibt es über 500 Gewerbebetriebe, darunter den Automobilzulieferer ElringKlinger, der hier seinen Firmensitz hat. Mit rund 200 Beschäftigten zählt das auf die 1861 gegründete Dettinger Papiermühle zurückgehende Zweigwerk der Ahlstrom-Munksjö-Gruppe zu den größten Betrieben des Ortes. Auch die kleine Fluggesellschaft Clipper Aviation hat ihren Sitz in Dettingen.

### Verkehr
Die Bundesstraße 28 führt an der Gemeinde vorbei und verbindet sie im Westen mit Metzingen, Reutlingen und Tübingen und im Osten mit Ulm. Die Ermstalbahn der Erms-Neckar-Bahn AG führt von Bad Urach kommend durch die Gemeinde und bietet Anschluss an die Bahnlinie Tübingen – Stuttgart. Der Öffentliche Nahverkehr wird durch den Verkehrsverbund Neckar-Alb-Donau (NALDO) gewährleistet. Die Gemeinde befindet sich auf der Grenze der Waben 219 und 221.

### Bildung
Mit der Schillerschule gab es eine Grund- und Hauptschule mit Werkrealschule im Ort. Seit dem Schuljahr 2013/2014 ist die Schillerschule eine Gemeinschaftsschule, die Werkrealschule wurde deshalb aufgelöst. Außerdem gab es mit der Uhlandschule noch eine reine Grundschule, die mittlerweile aufgelöst und mit der Schillerschule zusammengelegt wurde. Zudem gibt es fünf evangelische Kindergärten.

## Persönlichkeiten

### Söhne und Töchter der Gemeinde
- Adam Friedrich Gock (1781–1842), Landtagsabgeordneter
- Andreas Rath (1823–1894), Politiker und Oberamtmann, Landtagsabgeordneter
- Hugo Rau (1856–1940), württembergischer Oberamtmann
- Erwin Dirr (1899–1936), Landtagsabgeordneter
- Walter Hiller (* 1932), SPD-Politiker, Sozialminister von Niedersachsen
- Karl Keinath (1935–2023), Wirtschaftswissenschaftler und Hochschullehrer
- Matthias Beck (* 1962), Musiker
- Christine Lipp-Wahl (* 1963), Politikerin (Bündnis 90/Die Grünen)
- Marcel Schiller (* 1991), Handballspieler

### Persönlichkeiten, die am Ort wirken oder gewirkt haben
- Egino I. von Dettingen der Ältere (zur Zeit Kaiser Konrads II. 1024–1039 mit seinem Bruder Rudolf dort, † um 1050, begraben in Straßburg), wahrscheinlich Stammherr der Grafen von Urach, kaufte den Berg Achalm bei Reutlingen und begann um 1040, die Burg Achalm zu erbauen.
- Rudolf I. Graf von Achalm (zur Zeit Kaiser Konrads II. 1024–1039 mit seinem Bruder Egino I. dort † 24. September ----, begraben in der Kirche in Dettingen, später ins Kloster Zwiefalten umgebettet), Dettingen ist ältester bekannter Wohnsitz der Achalmgrafen[19], Rudolf vollendete den Bau der Burg Achalm. Die Herkunft der beiden Brüder ist ungewiss, vermutet wird ein Nachkommenschaft von Mathilde, der Tochter von König Konrad von Burgund.[20] Dessen Schwester Adelheid von Burgund war wiederum Gemahlin von Kaiser Otto des Großen, wodurch Egino und Rudolf nahe Verwandtschaftsbeziehungen zum Kaiserhaus der Ottonen gehabt hätten.

- Friedrich Christoph Steinhofer (1706–1761), 1746–1749 Mitbischof des lutherischen Tropus der Herrnhuter Brüdergemeine, 1749 (Ernennung; Amtsantritt 1750) Pfarrer in Dettingen, 1759–1761 Dekan im Kirchenbezirk Weinsberg, Erbauungsschriftsteller.
- Johann Ludwig Fricker (1729–1766), Diakonus in Dettingen und Pfarrer in Hülben, verstarb in Dettingen
- Wilhelm Zimmermann (1807–1878), Diakonus in Dettingen und Pfarrer in Hülben, Abgeordneter der Frankfurter Nationalversammlung, Freund von Eduard Mörike.
- Hans Eißler (1931–2005), Jurist, in Dettingen für kirchliche Belange tätig
- Wilhelm Karl König (* 1935), Mundartdichter, zeitweise aufgewachsen in Dettingen
- Winfried Wagner  (* 1949), Mundartautor, Schauspieler, Kolumnist, Schriftsteller, lebt und wirkt in Dettingen
- Dieter Notz (* 1955), Skilangläufer